# Altanbulag járás (Szelenga)
Altanbulag járás (mongol nyelven: Алтанбулаг сум) Mongólia Szelenga tartományának egyik járása. Területe 2100 km². Népessége kb. 3300 fő.
Székhelye Altanbulag (Алтанбулаг), mely 24 km-re fekszik Szühebátor tartományi székhelytől. Város az északi országhatáron, az oroszországi határvárossal, Kjahtával szemben.